# طباعة ويكيبيديا
طباعة ويكيبيديا هو مشروع فني قام به مايكل مانديبيرج والذي تضمن نسخة مطبوعة مكونة من 106 مجلد من ويكيبيديا الإنجليزية كما كانت موجودة في 7 أبريل 2015. تمثل مجلدات الورق المقيدة، كل منها يضم 700 صفحة، جزءًا بسيطًا من إجمالي 7473 مجلدًا اللازمة لترجمة نص الموسوعة الموجود في ذلك التاريخ. كما عُرض لأول مرة في معرض ديني في مدينة نيويورك، الولايات المتحدة، خلال صيف عام 2015،  تضمن المشروع عرضًا لأغطية أول 1980 مجلدًا في المجموعة. تضمنت المجلدات المطبوعة البالغ عددها 106 مجلدًا نصوص مقالات الموسوعة فقط، وحُذفت الصور والمراجع. بالإضافة إلى المجلدات المطبوعة من مقالات الموسوعة، تضمنت المجلدات المطبوعة الإضافية الملحق الخاص بجميع المساهمين البالغ عددهم 7.5 مليون مساهم في ويكيبيديا الإنجليزية (في 36 مجلدًا) وجدول المحتويات (في 91 مجلدًا).
من 24 فبراير إلى 21 مايو 2016، عُرض داخل مكتبة تشارلز ترومبول هايدن في حرم جامعة ولاية أريزونا في تيمبي ، بجوار قسم الموسوعة التقليدي بالمكتبة.

## الخلفية
خططت شركة مانديبيرج للمشروع في عام 2009 لكنها واجهت صعوبات تقنية، ثم عيّنوا جوناثان كيريناثان، للمساعدة في برمجة الكود لتجميع وتنسيق وتحميل محتويات ويكيبيديا الإنجليزية بالكامل. حُمِّلت ملفات الطباعة إلى الناشر الذاتي للكتب Lulu.com وأُتيحت للطباعة كمجلدات ورقية.
كان دافع مانديبيرج هو الإجابة على السؤال:"ما مدى حجمها؟". بالنسبة لكيان البيانات الضخمة ، فإن حجمه يقع على عتبة ما يمكن اعتباره مجموعة من المجلدات، ولكن ليس كبيرًا لدرجة أن يطغى على حواس المرء، مثل ملفات البيانات الخاصة بفيسبوك أو وكالة الأمن القومي . ووصفت كاثرين ماهر، المديرة التنفيذية لمؤسسة ويكيميديا، الأمر بأنه "بادرة نحو المعرفة". تعاونت مؤسسة ويكيميديا مع المشروع وساعدت Lulu.com في تمويله.
استغرقت المهمة ثلاث سنوات، واستغرقت عملية التحميل 24 يومًا و3 ساعات و18 دقيقة. اُنتهِي منه في 12 يوليو 2015. حاولت بيديا جمع الأموال لطباعة ويكيبيديا الإنجليزية كاملة على إنديجوجو في عام 2014، بهدف جمع 50 ألف دولار (30 ألف جنيه إسترليني)، ولكن أُلغي المشروع. كان المشروع المهجور يهدف إلى طباعة 1000 مجلد، كل منها يحتوي على 1200 صفحة: بإجمالي 1200000 صفحة، أي ما يعادل تقريبًا 80 م (260 قدم). من مساحة الرف. أكد مانديبيرج لاحقًا للناس أنهم لن يقوموا بطباعة المجموعة بأكملها، مدعيًا أن المجموعة بأكملها ليست ضرورية للناس لفهم الحجم الحقيقي لويكيبيديا، وبمجرد أن يرى الناس جزءًا منها، فسيساعدهم ذلك على إدراك حجمها. ويقدر مانديبيرج أن تكاليف طباعة النسخة المطبوعة الكاملة ستبلغ نحو 500 ألف دولار. يضم معرض ديني الفني مجموعة مختارة فقط من المجلدات المطبوعة مع حوالي 2000 مجلد آخر ممثلة كأعمدة على الحائط. دار العرض حول التحميل الفعلي لملفات الطباعة إلى Lulu.com.

## التأثير
قامت مشاريع فنية مماثلة بطباعة جزء من ويكيبيديا الألمانية (برلين، 2016) وويكيبيديا الهولندية (غنت، 2016).